# Askalī Baghdād
Askalī Baghdād (persiska: اسکلی بغداد, اَسكی بَغداد, Askī Baghdād) är en ort i Iran.   Den ligger i provinsen Västazarbaijan, i den nordvästra delen av landet, 500 km väster om huvudstaden Teheran. Askalī Baghdād ligger 1 403 meter över havet och antalet invånare är 325.
Terrängen runt Askalī Baghdād är huvudsakligen kuperad, men den allra närmaste omgivningen är platt. Askalī Baghdād ligger nere i en dal.Runt Askalī Baghdād är det ganska glesbefolkat, med 50 invånare per kvadratkilometer. Närmaste större samhälle är Torjān, 9,9 km sydost om Askalī Baghdād. Trakten runt Askalī Baghdād består i huvudsak av gräsmarker.